# Haines Junction (Yukon)
Haines Junction é uma vila no território de Yukon, Canadá. Está situada no quilômetro 1.632 da Alaska Highway em sua junção com a estrada de Haines, que é de onde vem o nome da comunidade. De acordo com o Censo 2006, a população é de 589 habitantes. Haines Junction está a leste do Parque e Reserva Nacional Kluane. É um importante centro administrativo para as Primeiras Nações de Champagne e Aishihik.

## Galeria

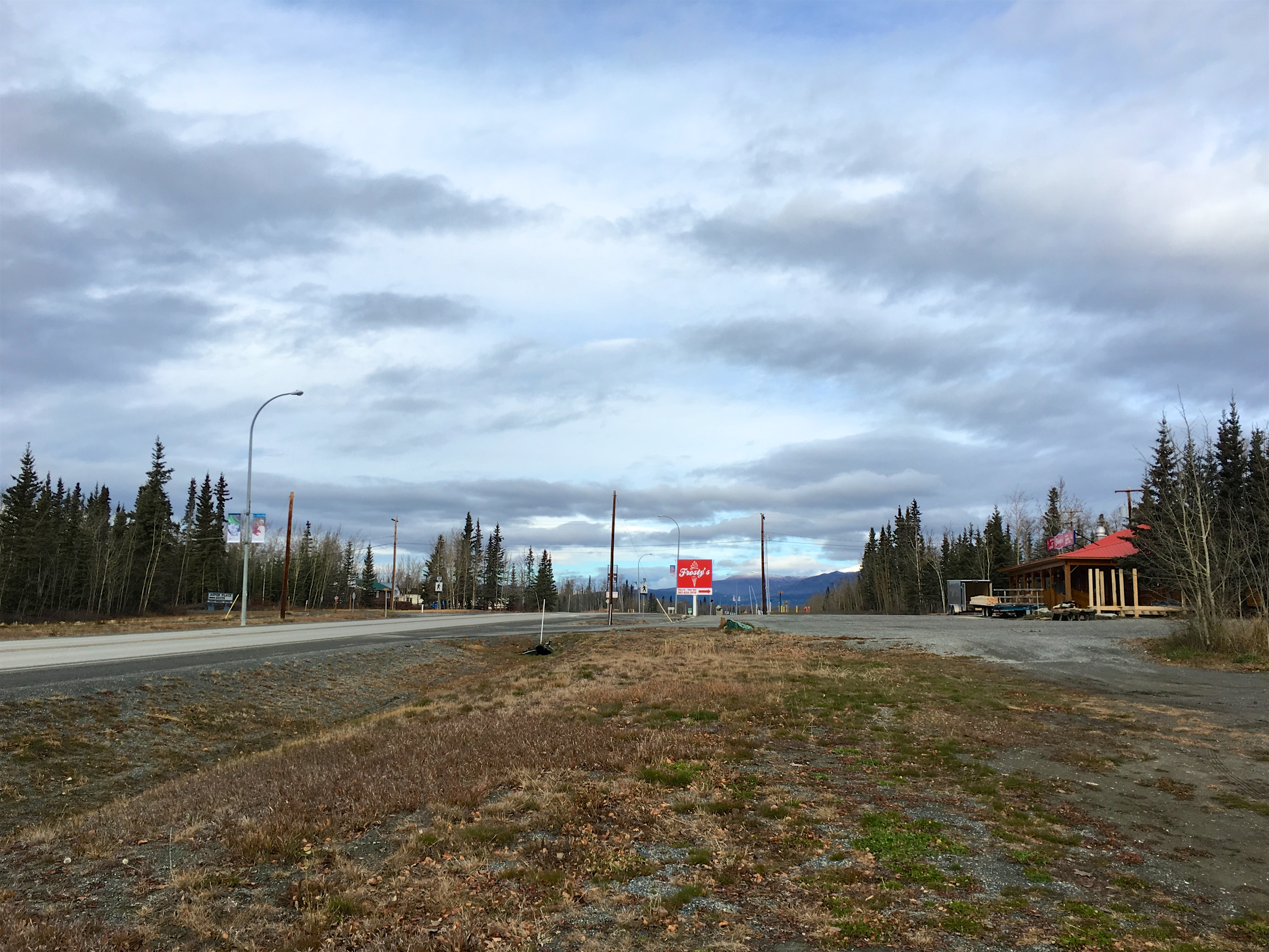
Estrada do Alasca em Haines Junction
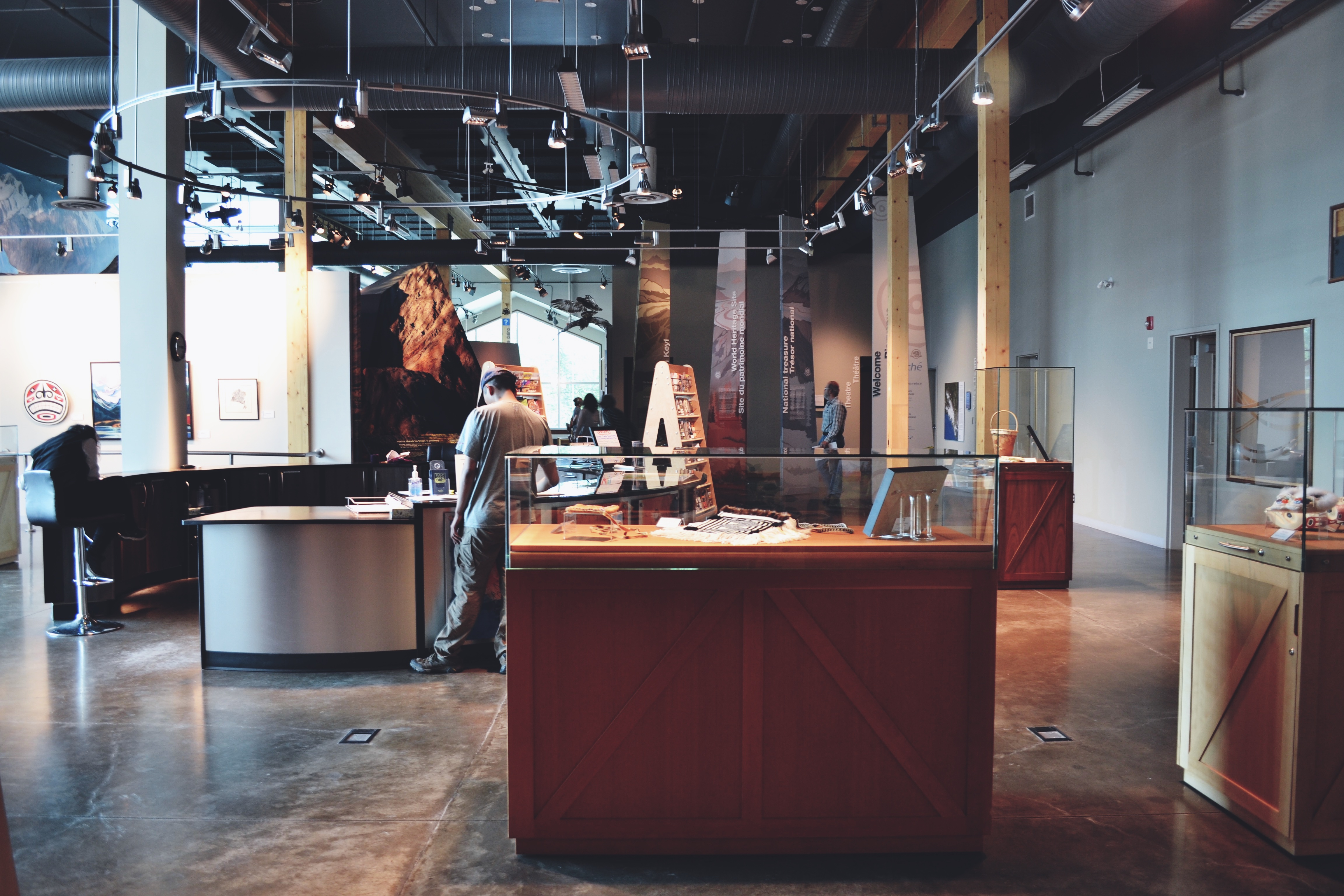
Centro de informações ao visitante de Haines Junction